# Strömma kanal, Värmdö kommun

Strömma kanal är en gammal farled från mellanskärgården till Stockholm som går mellan Värmdölandet och Fågelbrolandet i Värmdö kommun öster om Stockholm. Farleden som gick längs "Strömma å" uppgrundades så småningom och anläggning av en kanal diskuterades på sockenstämmor från slutet på 1700-talet, men först år 1831 finns i ett sockenstämmoprotokoll från Djurö ett beslut att genom uppgrävning göra ån farbar för ökor vilket torde kunna tolkas som att ån inte varit användbar för båttrafik ens för smärre båtar inna detta. 

Kanalen är smal och används främst av mindre fritidsbåtar. Genom att använda kanalen slipper man runda Fågelbrolandet via Nämdöfjärden. Kanalen är grund och måste muddras med jämna mellanrum för att hållas framkomlig. Djupet är 2 meter, bredden 7 meter och den segelfria höjden under öppningsbara bron är 2,7 meter.
Kanalen korsas sedan 1889 av en uppfällbar bro, Strömmabron, som är bemannad sommartid och öppnas halvtimmesvis efter anrop till brovakten via VHF eller telefon.

## Bilder

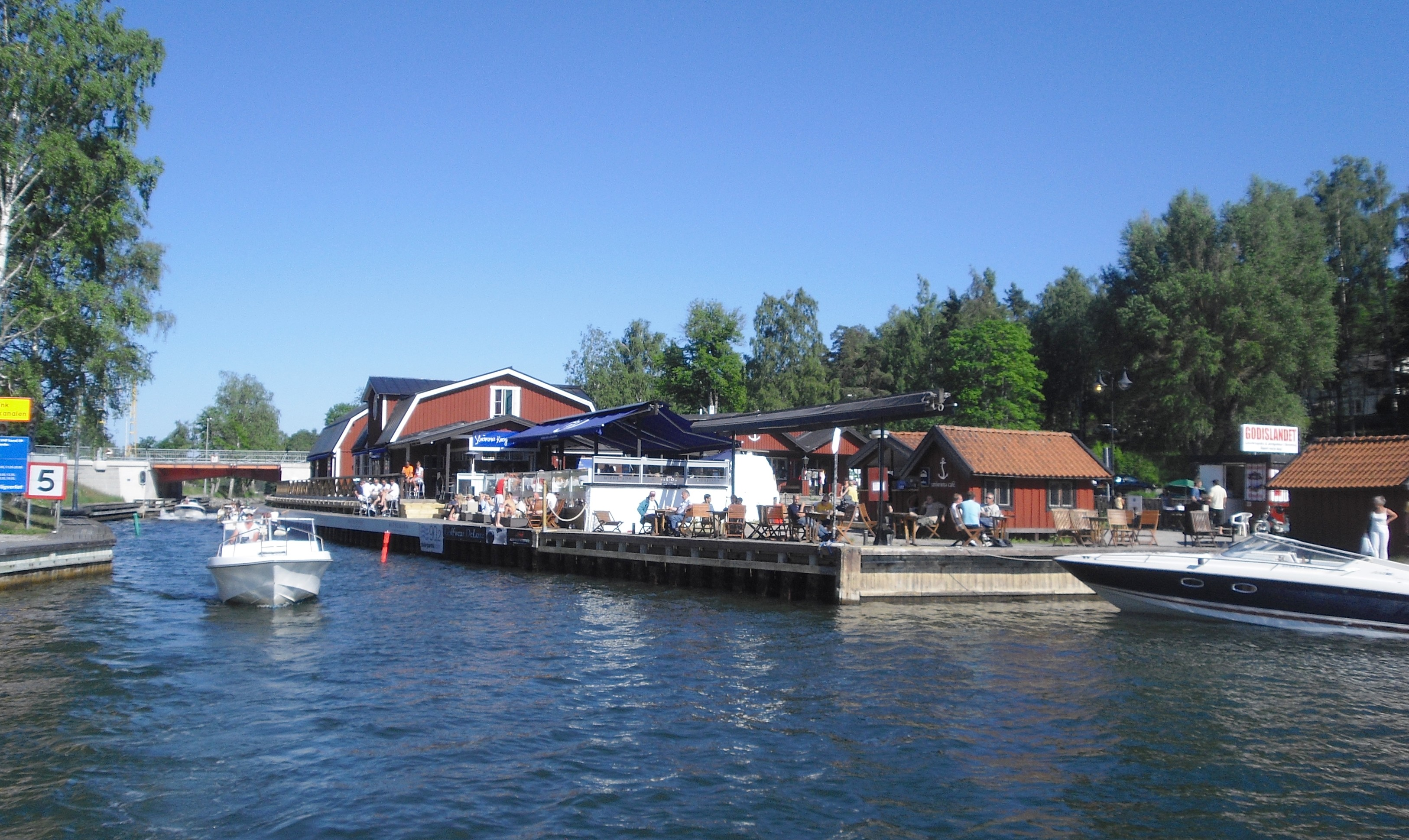
Restaurang med uteservering vid kanalens västra mynning.
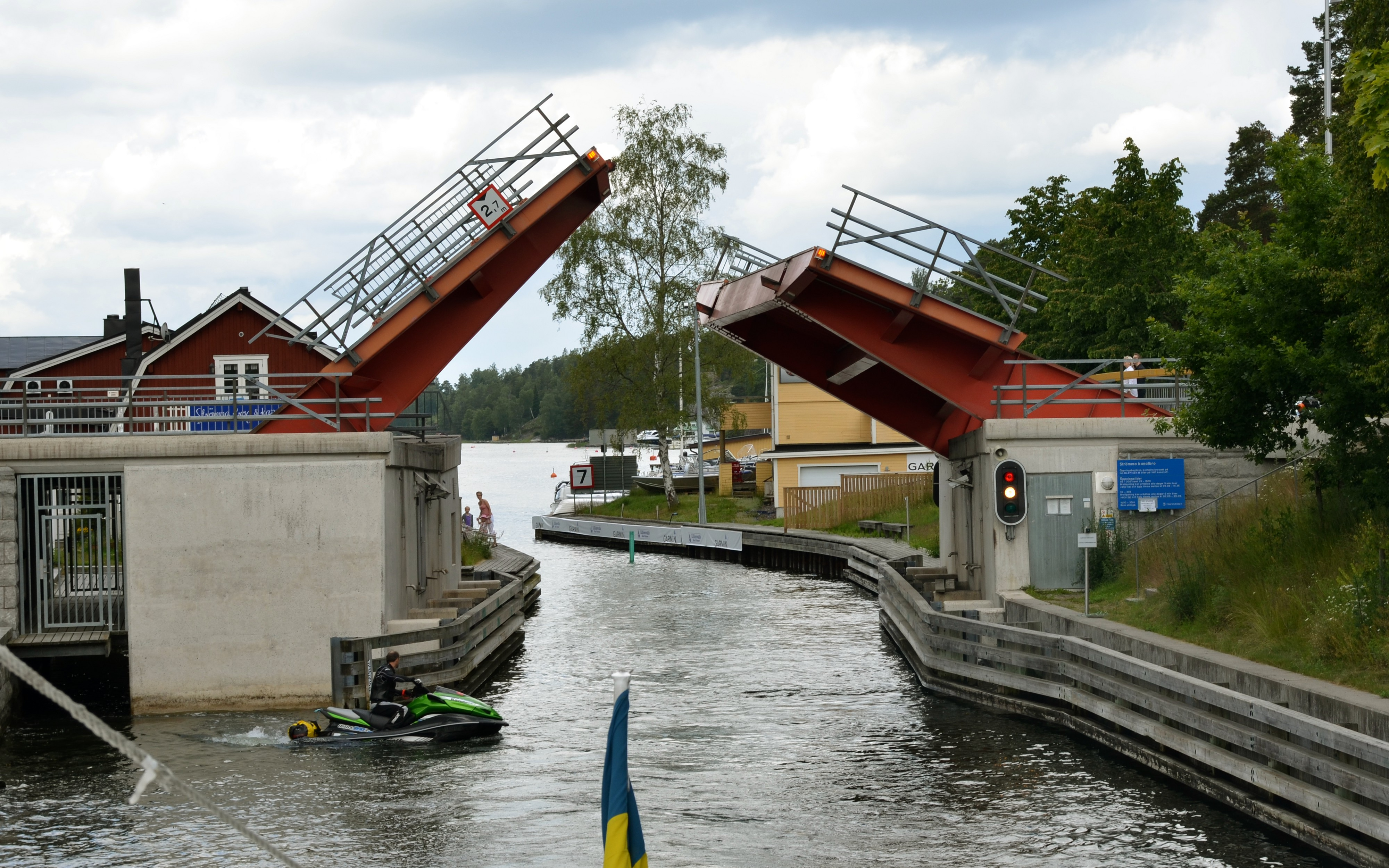
Klaffbron som förbinder Fågelbrolandet med Värmdön.
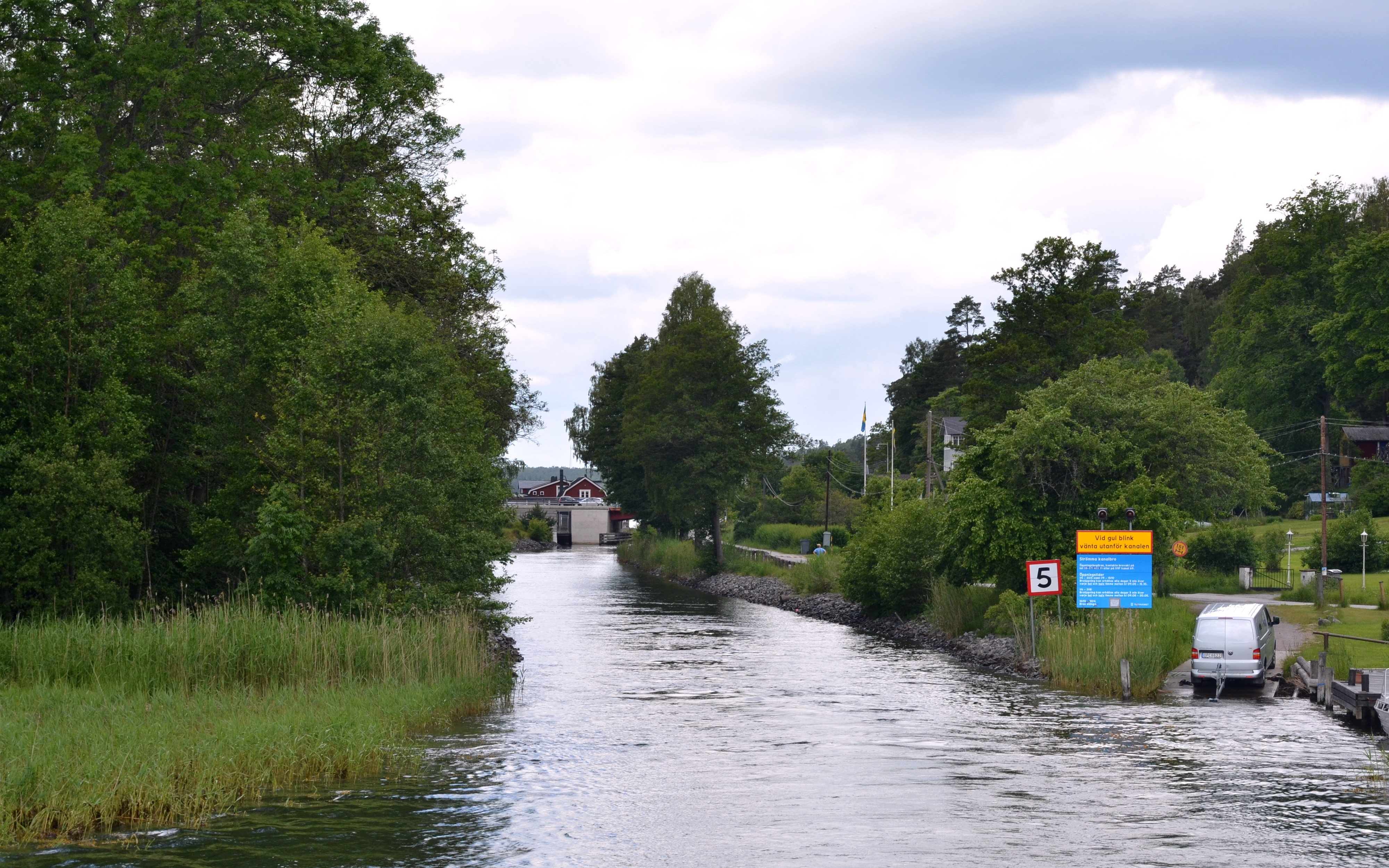
Kanalens östra mynning med signaler för trafikreglering.